# さよならも言えなかった夏
『さよならも言えなかった夏』（さよならもいえなかったなつ）は、下川みくにの4枚目のオリジナルアルバム。2007年7月4日にポニーキャニオンから発売された。

## 内容
夏をテーマに制作され、前作『キミノウタ』以降に発売されたシングル、カップリング曲4曲（5、7、8、9曲目。「キミの願い」は当時オンエア中だったNHK「がんばれ! ルーキー。」キャンペーンソングだった）を中心に、TVアニメ『はぴはぴクローバー』エンディング主題歌「藍色の空の下で」も3曲目に収録している。下川本人が「こんなアルバムが一番作りたかった」と語っている。ジャケット写真はそれぞれ違った衣装と表情を見せる下川4人のショット。なお、初回限定盤はDVDとの2枚組だった。

## 収録曲

### CD
1. 二人のカメラ [3:47]
作詞：下川みくに、作曲：Negin、編曲：中西亮輔
2. さよならも言えなかった夏 [4:09]
作詞・作曲：下川みくに、編曲：Sin
3. 藍色の空の下で [4:33]
作詞・作曲：浅田信一、編曲：Sin
4. ubiquitous [3:00]
作詞：下川みくに、作曲：Joey・Anthony、編曲：Koma2Kaz
5. キミの願い [4:32]
作詞：下川みくに、補作詞：5963Production、作曲：松ヶ下宏之、編曲：NapsaQ
6. my home [3:56]
作詞：小林夏海、作曲：森元康介、編曲：渡辺徹
7. 南風 [4:03]
作詞・作曲：浅田信一、編曲：西川進
8. Bird -album mix- [5:05]
作詞・作曲：下川みくに、編曲：Sin
9. もう一度君に会いたい [5:10]
作詞：下川みくに、作曲：Gajin、編曲：西川進、ストリングスアレンジ：梶浦由記
10. アルタイル [3:06]
作詞：下川みくに、作曲：松ヶ下宏之、編曲：NapsaQ
11. さよならの終わりに [5:33]
作詞・作曲：5963Production、編曲：Koma2Kaz

### DVD (初回限定盤)
1. ビデオクリップ「南風」未発売ドラマバージョン
2. 「藍色の空の下で」ボーナス映像
3. 『BREATH@SHIBUYA BOXX』ライブ映像&インタビュー
4. 「キミの願い」ジャケット撮影メイキング
5. 『さよならも言えなかった夏』ジャケット撮影メイキング